# 豪斯鲁克林区安普夫尔旺
豪斯鲁克林区安普夫尔旺是奥地利上奥地利州弗克拉布鲁克县的一个市镇。总面积21平方公里，总人口3539人，人口密度168.5人/平方公里（2005年）。